# مرعي البريمو (فلم)
 مرعي البريمو في إطار كوميدي، تدور أحداث الفيلم حول (مرعي البريمو) الذي يعمل في تجارة البطيخ، حيث يواجه العديد من المواقف والمفارقات الكوميدية المثيرة من خلال عمله.
يشارك محمد هنيدي ولطفي لبيب وغادة عادل على موعد طرحه، حيث تم تحديد الموعد بدور السينما في أول أغسطس المقبل كما تم طرح بوسترات فردية لأبطال الفيلم، وهو من بطولة محمد هنيدي وغادة عادل، بالاشتراك مع الفنانين علاء مرسي ومصطفى أبو سريع.

## القصة
فيلم مرعي البريمو، يجسد خلال أحداثه النجم محمد هنيدي شخصية مرعي البريمو، كاركتر صعيدي، يعمل في تجارة البطيخ، ويواجه العديد من المواقف الكوميدية، ويُشارك في البطولة عدد كبير من الفنانين، منهم لطفي لبيب و غادة عادل، وعلاء مرسي، ومصطفى أبوسريع ومحمد محمود، والعمل من تأليف إيهاب بليبل، وإخراج سعيد حامد.

## وصلات خارجية
- مقالات تستعمل روابط فنية بلا صلة مع ويكي بيانات